# Варовичі (Поліський район)
Ва́ровичі — колишнє село в Україні Поліського району Київської області, що знято з обліку у зв'язку з відселенням мешканців внаслідок аварії на ЧАЕС.
Село розміщувалосяза 20 км від колишнього районного центру Поліське (Хабне), і за 12 км від залізничної станції Вільча.
Територія села згоріла під час лісових пожеж в Чорнобильській зоні у квітні 2020.

## Історія
Варовичі мали давню історію і вважається, що село існувало вже з 1190 року. Біля села знаходилося 30 курганів.
Вперше згадане 1543 року у грамоті польського короля Сигізмунда, виданій Михайлівському Золотоверхому монастирю. 
У селі існувала стара дерев'яна  церква святої Параскеви, збудована, за слова Лаврентія Похилевича, у першій половині  XVIII століття. Саме цей храм змалював у середині XІХ століття  Домінік П'єр Де ля Фліз. Його малюнок зберігся до нашого часу. На ньому класична народна триверха, придільна церква.  Поріч позначена галерейна, окромо розташована дзвіниця. Все за канонами українського зодчества.  Однак, у 1906 р. в селі Варовичі була побудована  нова, вже Свято-Духівська дерев'яна церква,  при якій діяли земська та церковноприходська школи. До церкви були приписані мешканці ще п'яти сусідніх сіл.  У 1931 року в селі було 412 дворів. Село було витягнуто з півдня на північ і мало довгу центральну вулицю. На захід, через села Велика та Мала Ковшилівка, Рудня-Грезлянська  та Грезля, пролягав шлях на містечко Хабне. Біля перетина центральної вулиці  та дороги на Хабне  стояла  церква, яку змалював Де ля Фліз.... 

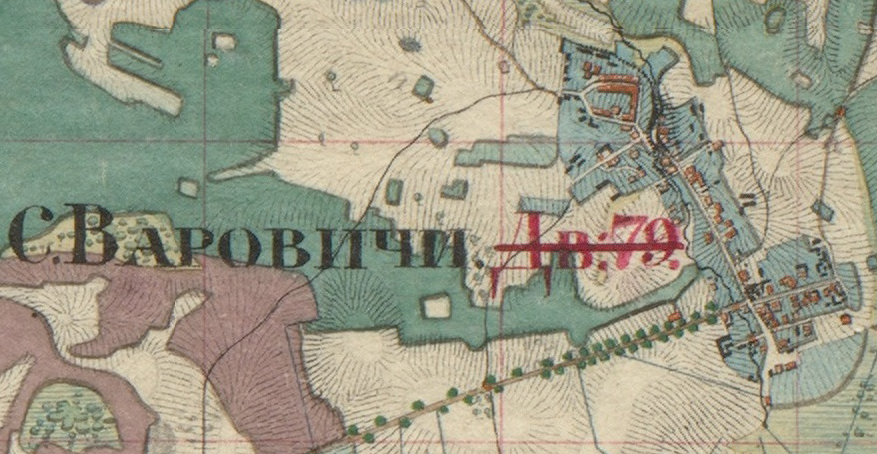
Село Варовичі на мапі Київської губернії 1849 року

1886 року населення становило 731 особу православних, 144 католика та 85 євреїв — всього 960 осіб.
У 1971 році населення села становило 1198 осіб та було 409 дворів. У Варовичах є середня школа, будинок культури, дві бібліотеки, лікарня. Село було центром сільської ради, якій підпорядковувалося село Ковшилівка. Село підпорядковувалося Поліському району.  
Внаслідок аварії на ЧАЕС та радіаційного забруднення села у 1986 році було здійснено переселення мешканців до новозбудованого села Варовичі (Васильківський район, Київської області), а також у села Плесецьке та Данилівка (Фастівський район). На момент евакуації кількість населення становило 946 осіб та було 400 господарств. 
Офіційно зняте з обліку 1999 року через відсутність населення.
Після Чорнобильської катастрофи село увійшло до 30-кілометрової зони відчуження.
З лютого по квітень 2022 року село було окуповане російськими військами внаслідок вторгнення 2022 року.

## Відомі люди

### Народилися
- Одинець Владислав Іванович (* 1977) — український державний службовець.
- Фесенко Валентина Іванівна (1959—2012) — український педагог, літературознавець, науковець.